# 约普·登厄伊尔
约普·登厄伊尔（Joop den Uyl），全名约翰内斯·马尔滕·登厄伊尔（Johannes Marten den Uijl，荷蘭語發音：[ˈjoːb dɛn ˈœyl]；1919年8月9日—1987年12月24日），荷兰工党（PvdA）政治家。1973年5月11日至1977年12月19日任荷兰首相 。

## 生平
登厄伊尔1919年8月9日出生于荷兰希爾弗瑟姆（Hilversum），他出生在一个加尔文改革宗家庭。他的父亲约翰内斯·登厄伊尔是一个店主和竹篾匠，登厄伊尔10岁时父亲去世。1931年到1936年登厄伊尔参加了希爾弗瑟姆的基督教学会。此后就读于阿姆斯特丹大学经济系，在此期间他离开了教会。1942年他获得了大学硕士学位。直到1945年，他是一个公务员，在国家统计局负责化工产品价格的工作。在此期间他参加地下报业集团《Het Parool》（密码报）的编辑工作。第二次世界大战之后他在密码报工作。1949年1月到1963年，他是工党智囊团维亚迪·贝克曼基金会（Wiardi Beckman Stichting）负责人。
1953年，登厄伊尔当选为阿姆斯特丹市议会议员，1956年当选为众议院议员。1963年，他辞去他的议会席位，成为阿姆斯特丹负责经济事务的官员。1965年担任约瑟夫·卡尔斯政府的经济事务大臣。作为负责任的部长，他决定关闭不经济的煤矿，导致林堡当地高失业率。1967年的议会选举后，他成为工党议会领袖会。
1973年工党与进步自由民主66和激进的基督教政党激进党组成政治联盟，并赢得选举，但未能获得议会多数席位。经过漫长的谈判，他与天主教人民党和反革命党组成了联合政府。这个内阁面临许多问题。一个早期的问题是1973年石油问题，由于荷兰支持以色列的赎罪日战争。登厄伊尔在国家电视台一次讲话中说,“事情将永远不会回到他们的”和“实现燃料配给和禁止周日开车”。
1973年和1977年之间，荷兰的经济状况已经恶化。政府的预算赤字增加了10倍，通胀率接近10%，失业率翻倍，人们从乐观到悲观，关键问题在国家对外贸易上涨或下跌。尽管经济困难，政府依然制定广泛的社会改革，比如大幅增加福利支出和福利指数化，以及最低工资来保障生活所需。
1977年，登厄伊尔与天主教人民党的副首相兼司法大臣德里斯·范阿赫特之间发生冲突，导致内阁倒台。范阿赫特与自由民主人民党组成了一个小的多数党新内阁（77个席位，总共150席）。
1977年到1981年，登厄伊尔担任反对党领袖，1981年担任社会事务和就业大臣，1982年自由民主人民党赢得选举，工党很少收益，基督教民主呼籲和民主66也失去了大部分席位。登厄伊尔回到议会领导工党直到1986年。
作为主要反对党领袖，登厄伊尔是温文尔雅的大西洋主义者——支持将北约巡航导弹部署在荷兰。1986年选举之后，登厄伊尔辞去工党领袖职务，由维姆·科克继任。1987年圣诞前夜因脑部肿瘤去世，享壽68岁。
登厄伊尔夫人莱斯贝斯（Liesbeth den Uyl），他们有三个儿子和四个女儿。儿子Saskia Noorman-den Uyl担任议会的工党议员直到2006年，Xander den Uyl是荷兰工会之一ABVAKABO的领军人物。